# L'Enfer
L'Enfer is een Franse misdaadfilm uit 1994 onder regie van Claude Chabrol. Het scenario is gebaseerd op een onafgewerkt filmproject van de Franse regisseur Henri-Georges Clouzot.

## Verhaal
Hotelier Paul Prieur verdenkt zijn knappe vrouw Nelly van overspel. In zijn fantasie vermengt de werkelijkheid zich met zijn paranoia. Om haar man ter wille te zijn besluit Nelly het hotel niet meer te verlaten. Maar intussen loopt Paul al rond met moordgedachten.

## Rolverdeling
| Acteur               | Personage       |
| -------------------- | --------------- |
| Emmanuelle Béart     | Nelly           |
| François Cluzet      | Paul Prieur     |
| Nathalie Cardone     | Marylin         |
| André Wilms          | Dr. Arnoux      |
| Marc Lavoine         | Martineau       |
| Christiane Minazzoli | Mevrouw Vernon  |
| Dora Doll            | Mevrouw Chabert |
| Mario David          | Duhamel         |
| Jean-Pierre Cassel   | Vernon          |
| Thomas Chabrol       | Julien          |